# Toribio

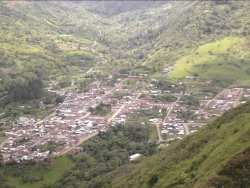
Vista panorâmica do município de Toribío, Colômbia (2011)

Toribio é um município da Colômbia, localizado no departamento de Cauca.